# Опперман, Александр Карлович
Граф Александр Карлович Опперман (1803—1855) — российский генерал-майор, участник Кавказской войны.

## Биография
Александр Карлович Опперман родился в 1803 году, сын члена Государственного совета Российской империи инженер-генерала Карла Ивановича Оппермана.
В военную службу вступил в 1820 году прапорщиком во 2-й саперный батальон и 3 декабря следующего года переведён в лейб-гвардии Саперный батальон. 21 августа 1821 года Опперман был произведён в подпоручики и 6 сентября 1824 года — в поручики.
16 марта 1825 года переведён в лейб-гвардии Измайловский полк с назначением адъютантом к графу Паскевичу. При смене Ермолова Паскевичем на должности главнокомандующего на Кавказе Опперман также уехал на Кавказ и принял участие в военных действиях против персов. Так, в 1827 году он находился при осаде Аббас-абада, за взятие Эривани он 12 февраля 1828 года получил золотую шпагу с надписью «За храбрость» и чин штабс-капитана.
Затем Опперман сражался с турками и отличился при штурме Карса и занятии Хасан-кале и Эрзерума. За эти дела он 18 июля 1828 года был пожалован званием флигель-адъютанта и в 1829 году получил чин капитана.
Продолжая службу в Кавказских войсках, Опперман в 1830 году отличился против Джарских и Балоканских лезгин.
В начале 1831 года Опперман уехал в Россию, однако там оставался недолго, поскольку выступил с войсками в Польшу и принял участие в подавлении вспыхнувшего восстания. За отличия против поляков он был произведён в полковники.
В 1835 году Опперман вновь оказался на Кавказе, где был назначен командиром Грузинского гренадерского полка и в том же году совершил экспедицию за Кубань. В кампании 1837 года он действовал в Черномории и находился при занятии Цебельды и мыса Адлер. 3 декабря 1839 года Опперман был награждён орденом св. Георгия 4-й степени (№ 5928 по кавалерскому списку Григоровича — Степанова).
14 апреля 1840 года Опперман был произведён в генерал-майоры и назначен состоять по армии при Отдельном Кавказском корпусе, в конце года он получил в командование 2-е отделение Черноморской береговой линии.
На 21 декабря 1852 был комендантом крепости Замосцье.
Скончался Опперман в 1855 году.
Его брат Леонтий был генерал-лейтенантом, Радомским губернатором и сенатором.